# فورون بيضوي
فورون بيضوي (الاسم العلمي: Phoronis ovalis) هو نوع من الحيوانات يتبع جنس الفورون من شعبة الديدان الحدوية.